# Orges (Švýcarsko)
Orges je obec na západě Švýcarska v kantonu Vaud. Žije zde 333 obyvatel.

## Geografie

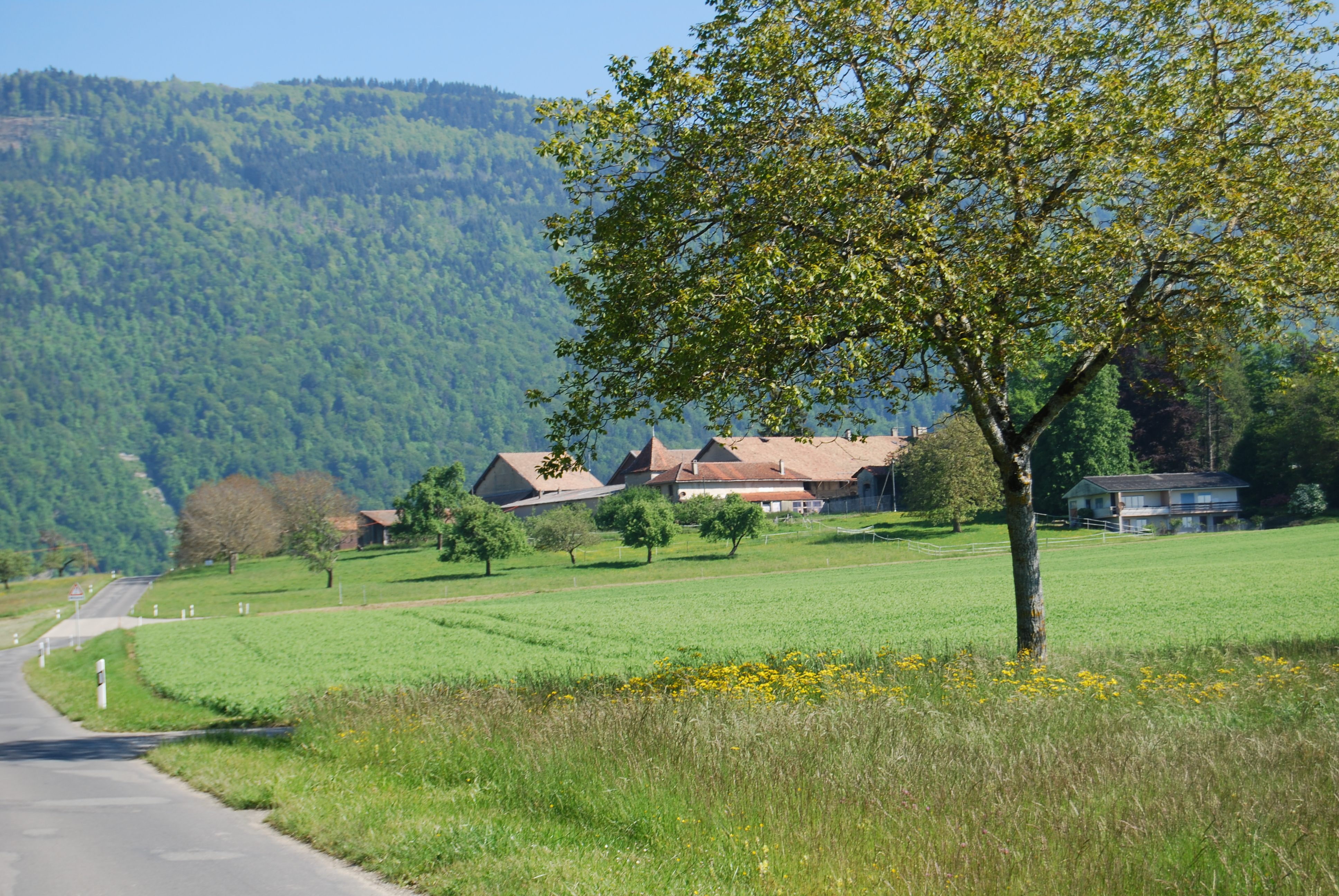
Longeville

Orges leží v nadmořské výšce 560 m, vzdušnou čarou 5 km severozápadně od okresního města Yverdon-les-Bains. Seskupená vesnice se rozkládá na mírně svažitém jižním svahu výšiny Miriau na úpatí Jury, v panoramatické poloze asi 130 metrů nad hladinou Neuchâtelského jezera.
Území obce o rozloze 4,0 km² pokrývá část severu střední části kantonu Vaud. Území obce se táhne od Bois de Lily na sever přes svah Orges až k Le Miriau, kde se nachází nejvyšší bod obce ve výšce 616 m n. m. V této oblasti se nachází také několik památek, jako je např. památník sv. Západně od této nadmořské výšky se rozkládá rozsáhlá náhorní plošina na úpatí Jury, ohraničená na severu údolím Arnon a na jihu údolím Brine. V roce 1997 bylo 7 % rozlohy obce pokryto zastavěnou plochou, 15 % lesy a lesními porosty a 78 % zemědělstvím.
Orges zahrnuje zemědělské osady Montavaux (583 m n. m.) a Longeville (600 m n. m.) na svazích Miriau a několik samostatných farem. Sousedními obcemi jsou Champvent, Giez, Valeyres-sous-Montagny, Vugelles-La Mothe a Vuiteboeuf.

## Historie
První písemná zmínka o obci pochází z roku 1261 a nese název Orses. Název místa pochází z nářečního slova ors (v nářečí patois) z latinského ursus (medvěd). Ve středověku patřilo Orges k panství La Mothe. Po dobytí Vaudu Bernem v roce 1536 přešla obec pod správu panství Yverdon. Po pádu Staré konfederace patřila obec v letech 1798–1803 v období Helvétské republiky ke kantonu Léman, který byl poté, když vstoupila v platnost Ústava o zprostředkování, sloučen s kantonem Vaud. Až do roku 1849 bylo Orges součástí velké obce, která zahrnovala také La Mothe, Vugelles a Longeville.

## Obyvatelstvo

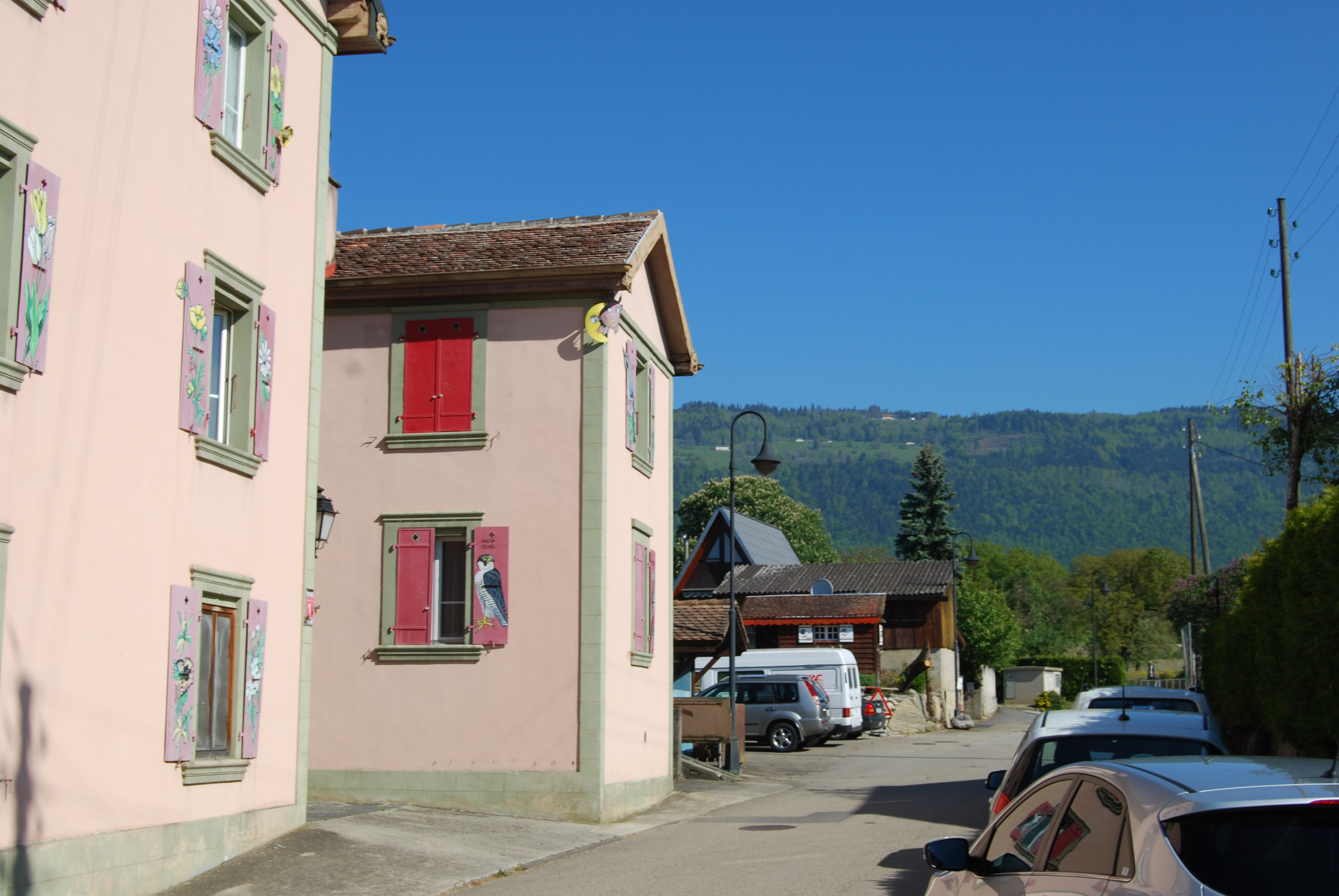
Centrum obce

Z celkového počtu obyvatel je 92,1 % francouzsky mluvících, 3,5 % portugalsky mluvících a 3,5 % německy mluvících (stav v roce 2000). V roce 1900 žilo v Orges celkem 189 obyvatel. Poté, co počet obyvatel do roku 1970 klesl na 154, byl od té doby opět zaznamenán nárůst počtu obyvatel.

## Hospodářství
Až do druhé poloviny 20. století bylo Orges převážně zemědělskou obcí. I dnes hraje zemědělství a ovocnářství důležitou roli ve struktuře zaměstnanosti obyvatel. Další pracovní místa jsou k dispozici v místních malých podnicích a v sektoru služeb. V posledních desetiletích se Orges vyvinulo také v rezidenční obec. Někteří pracující proto dojíždějí za prací především do Yverdonu.

## Doprava
Obec má dobré dopravní spojení, i když se nachází mimo hlavní dopravní tahy. Hlavní přístupová cesta vede z Yverdonu. Dálniční křižovatka Yverdon-Ouest na dálnici A5, která byla otevřena v roce 1984, je vzdálena asi 3 km od centra obce. Orges je napojeno na síť veřejné dopravy prostřednictvím linky Postbusu z Yverdonu do Novalles.